# Kuruption!
Kuruption! è l'album di debutto del rapper Kurupt pubblicato dalla Antra Records il 1º settembre 1998. Questo album è composto da due dischi e contiene 23 tracce. Il singolo più significativo è We Can Freak It.

## Tracce

### Disco Uno: The West Coast
1. This One's For U
2. Make Some Noize
3. Put That On Something
4. Play My Cards
5. We Can Freak It (feat. Baby S)
6. Fresh
7. C-Walk (feat. Tray Deee, Slip Capone)
8. Ho's a Housewife
9. Can't Let That Slide (feat. Roscoe)
10. That's Gangsta
11. Survive Another Day (feat. Gonzoe, Slip Capone)
12. Ask Yourself a Question (feat. Dr. Dre)

### Disco Due: The East Coast
1. It's a Set Up
2. Light Shit Up (feat. Buckshot)
3. Game
4. Gimmewhutchagot (feat. Barshawn)
5. If You See Me (feat. Mr. Short Khop, Baby S, El-Drex, Trigga)
6. The Life (feat. El-Drex)
7. No Feelings (feat. Slop, Patacico)
8. It's Time (feat. Deadly Venoms)
9. I Wanna... (feat. Ralik Royale, Snake, Floyd, Drea)
10. Who Do U Be
11. We Can Freak It (NY Remix) (feat. Noreaga)